# Abdoulay Konko
Abdoulaye Konko Faye (Marseille, 9 maart 1984) is een Franse voetballer van Senegalees-Marokkaanse afkomst die bij voorkeur als rechtsback speelt.
Hij verruilde in 2011 Genoa voor SS Lazio. In 2016 tekende hij een contract bij Atalanta Bergamo.

## Erelijst
| Competitie   |         |         |         |         |
| Competitie   | Aantal  | Jaren   |         |         |
| Sevilla      | Sevilla | Sevilla | Sevilla | Sevilla |
| ------------ | ------- | ------- | ------- | ------- |
| Copa del Rey | 1×      | 2009/10 |         |         |
| Lazio        |         |         |         |         |
| Coppa Italia | 1×      | 2012/13 |         |         |